# Сімейні фотографії
«Сімейні фотографії» («Perekonnapildid») — радянський художній фільм 1989 року, знятий режисером Валентином Куйком на кіностудії «Талліннфільм».

## Сюжет
Дія фільму відбувається у провінційному естонському містечку. Десятикласник Калле готується до останніх шкільних іспитів. Герой часто відвідує ресторан, де працює його мати: йому подобається стежити за відвідувачами та мріяти за найкрасивішою дівчиною у місті.

## У ролях
- Аллан Кулюс — Калле
- Мерле Тяхе — Інна
- Андрес Рааг — Айн
- Урмас Верлійн — Сійм
- Кайлі Няреп — Еві
- Маргус Варуск — хлопчик
- Іво Фріде — роль другого плану
- Май Лоог — шкільний керівник
- Керсті Крейсманн — мати Калле
- Юлле Томінг — відпочиваюча
- Кармен Міківер — Рита
- Ене Ярвіс — сусідка
- Антс Андер — роль другого плану
- Гуйдо Кангур — роль другого плану
- Паул Поом — роль другого плану
- Айре Йохансон — офіціантка
- Вяйно Лаєс — Пауль
- Маріка Кирнас — студентка
- Лембіт Антон — родич на весіллі
- Хейнц Прейманн — керівник похоронами
- Ілліс Ветс — фотограф
- Рут Кодувере — студентка
- Кайріт Нееме — студентка
- Леле Пидер — студентка
- Вахур Пилдма — студент
- Харрі Райєнд — студент
- Мееліс Сиуканд — студентка
- Мерле Тамм — студентка

## Знімальна група
- Режисер — Валентин Куйк
- Сценарист — Валентин Куйк
- Оператор — Тоомас Массов
- Композитор — Тину Найссоо
- Художник — Рональд Колманн